# ایم سانگ‌گو
ایم سانگ‌گو یا ایم سونگ‌گو (임성구지) یک بیناجنسیِ کره‌ای در اوایل دوره چوسان بود که زندگی او در رویدادنامهٔ سلسلهٔ چوسان ثبت شده است.
تفسیر دیگری از رویدادنامه، ایم سانگ‌گو را مردی دوجنسه توصیف می‌کند.

## زندگی‌نامه

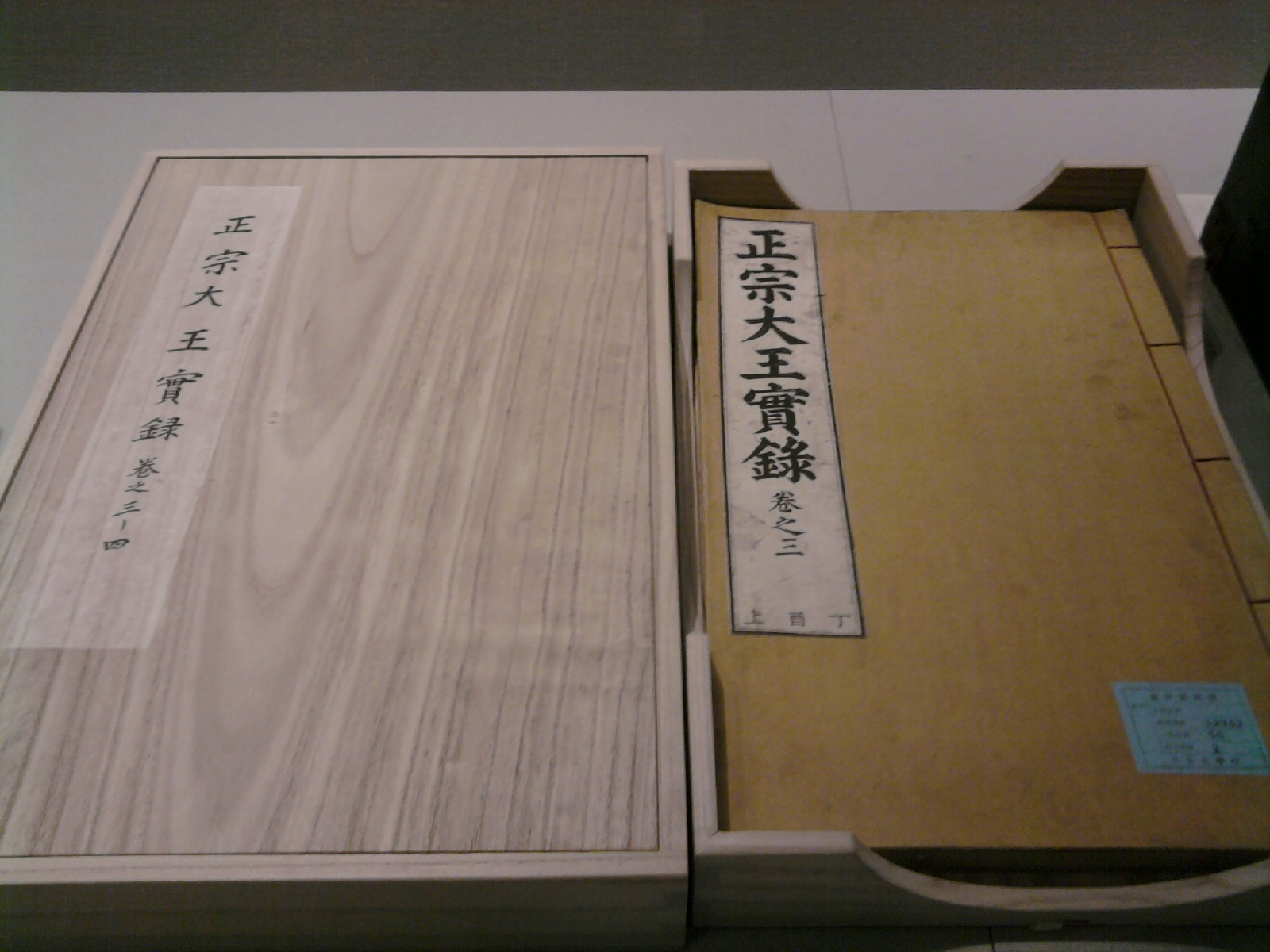
نسخه‌ای از رویدادنامهٔ سلسلهٔ چوسان در دانشگاه سئول

تاریخ زندگانی ایم سانگ‌گو، ناشناخته است اما بخشی از آن در وقایع‌نامهٔ سلسلهٔ چوسان، کتاب هشتم، ذیلِ «سوابق سانجو (تجدیدنظر شده)» (Veritable Records of Seonjo (Revised)) ثبت شده است. در رویدادنامه‌ها، از ایم سانگ‌گو به عنوان «مردی از گیلجو» یاد می‌شود که با یک مرد و یک زن ازدواج کرد. رویدادنامه همچنین به اینکه او چقدر مملو از یینگ و یانگ بوده به طوری که از طریق جنسیش بروز می‌یافته، اشاره می‌کند. او به عنوان یک دختر بزرگ شد و ازدواج کردند اما شوهرش از دیدن بدنش در شب عروسی شوکه شد. او بعدها دوباره با یک زن ازدواج کرد.
در سال ۱۵۴۸، دادگاه چوسان حکم داد که ایم سانگ‌گو جامعه را آشفته می‌کند و باید تبعید شود. سَگَنوُن (사간원) که از مخالفان سلطنت بود اصرار داشت که ایم سانگ‌گو باید اعدام شود. با این حال پادشاه میونگ‌جونگ چوسان، اعدامِ او را ممنوع کرد و گفت که صِرفِ تبعید، کافی است. در این رویدادنامه بحث می‌شود که آیا او باید مانند سایر افرادِ مشابه در هند، کشته شود یا نه.